# En midsommarnattsdröm (film, 1935)
En midsommarnattsdröm (engelska: A Midsummer Night's Dream) är en amerikansk romantisk komedifilm från 1935 i regi av Max Reinhardt och William Dieterle. Filmens manus skrevs av Charles Kenyon och Mary C. McCall, Jr., baserat på William Shakespeares pjäs med samma namn. Detta var den första filmatiseringen av en av Shakespeares pjäser. I huvudrollerna ses James Cagney, Mickey Rooney, Olivia de Havilland, Jean Muir, Joe E. Brown, Dick Powell, Ross Alexander, Anita Louise, Victor Jory och Ian Hunter.

## Rollista i urval
Hovet i Aten
- Ian Hunter – Theseus, hertig av Aten
- Verree Teasdale – Hippolyta, amasonernas drottning, trolovad med Theseus
- Hobart Cavanaugh – Philostrate
- Dick Powell – Lysander, kär i Hermia
- Ross Alexander – Demetrius, kär i Hermia
- Olivia de Havilland – Hermia, kär i Lysander
- Jean Muir – Helena, kär i Demetrius
- Grant Mitchell – Egeus, Hermias far

Skådespelarna
- Frank McHugh – Qvitten, timmerman
- Dewey Robinson – Snug, snickare
- James Cagney – Botten, vävare
- Joe E. Brown – Flöjt, blåsbälgsflickare
- Hugh Herbert – Snut, kittelflickare
- Otis Harlan – Magerman, skräddare
- Arthur Treacher – epilog

Älvorna
- Victor Jory – Oberon, Älvkung
- Anita Louise – Titania, Älvdrottningen (Carol Ellis: sångröst)
- Nini Theilade – älva, Titanias hovdam
- Mickey Rooney – Puck eller Robin Goodfellow, en älva
- Katherine Frey – Ärtblom
- Helen Westcott – Spindelväv
- Billy Barty – Senapskorn

## Musik
Filmen innehöll en del av Felix Mendelssohns musik som ursprungligen skrevs till pjäsen, men den anpassades till en något annorlunda typ av orkester av Erich Wolfgang Korngold. Bronislava Nijinska gjorde koreografin till älvornas dans.

## Priser och nomineringar
En midsommarnattsdröm vann två Oscar: Hal Mohr vann priset för bästa foto, och Ralph Dawson för bästa klippning.